# Abd al-Karim Qasim
Abd al-Karim Qasim Al-Zubaidi (även transkriberat Abdul Karim Kassem) född 21 november 1914 i Bagdad, död 9 februari 1963 i Bagdad, var en irakisk general  som störtade kungadömet i Irak år 1958 och bildade den första irakiska republiken. Qasim var Iraks ledare  till 1963 då hans regim störtades under den så kallade ramadanrevolutionen när baathisterna tog över makten och avrättade honom.

## Biografi
Abd al-Karim Qasim föddes 1914 som son till en sunni-arabisk småbonde från söder om Bagdad. Hans mor var shia-muslimsk feyli-kurd. Han utbildade sig vid militärakademin i Bagdad på 1930-talet och tjänstgjorde i Palestina 1948. År 1957 anslöt han sig till den grupp som i efterhand kom att kallas Free Officers och som planerade att störta monarkin i Irak.

## Statskupp mot monarkin
Qasim ledde den en statskupp, 14 juli-revolutionen, som störtade monarkin den 14 juli 1958. Från början av 1959 etablerade han  vänskapliga förbindelser med Sovjetunionen och det irakiska kommunistpartiet och bröt med Bagdadpakten (METO) som var en försvarsallians mellan några länder i Mellanöstern, Storbritannien och USA. Qasim framhöll att Irak var en stat för både araber och kurder, något som också framgick av landets nya konstitution. Han frigav kurdiska fångar, legaliserade det kurdiska partiet KDP och välkomnade det kurdiska partiet KDP:s ledare Mustafa Barzani tillbaka efter tolv års exil. Han förberedde och delvis genomförde omfördelning av jorden och sociala reformer.
Redan från början fanns politiska splittringar inom den grupp militärer som genomförde kuppen 1958. En viktig fråga var förhållandet till Förenade Arabrepubliken och den panarabism som formulerades av Gamal Abdul Nasser. Qasim stödde kommunistpartiets linje och tog avstånd från panarabismen medan hans närmaste medarbetare i kuppen, överste Abdul Salam Arif, stödde det irakiska Baathpartiets linje för ett närmande till Nasser och Egypten.

## Uppror och mordförsök
1959 gjorde garnisonen i Mosul myteri, med stöd av Egypten. Upprorsmännen missbedömde möjligheterna att åstadkomma en nationell resning och besegrades efter en vecka av regeringstrupper med stöd av kommunistpartiets militia. Detta ledde till ökat stöd för kommunistpartiet och till att kommunisterna fick inflytande i regeringen. Efter upproret avrättades 23 ledande nationalister, främst höga militärer, för sin inblandning i upproret.CIA bevakade situationen och diskuterade hur Qasim och det kommunistiska inflytandet skulle kunna stoppas.
I oktober 1959 utsattes Qasim för ett mordförsök, där han besköts av medlemmar från Baathpartiet, däribland en ung Saddam Hussein. Qasim skadades men överlevde. Förövarna flydde till Egypten där de fick skydd.
Från 1960 ändrades Qasims politik till arabisk nationalism. Han vändes sig mot sina forna allierade inom kommunistpartiet och började frige nationalister som suttit fängslade. Kurdiska organisationer, inklusive KDP, förbjöds och aktivister fängslades. I september 1961 genomförde Barzanitrogna kurdiska styrkor attacker mot regeringstrupper och regeringskontrollerade byggnader och platser och regeringen svarade med att bomba Barzanis hemby. Detta blev inledningen till det första irakisk-kurdiska kriget.

## Qasim störtas
Under 1961 skedde ett närmande mellan Qasims regering och USA, samtidigt som han uttryckte visst missnöje med det stöd som han dittintills fått för Sovjetunionen. I juni 1961 uppstod en ny kris i och med att Kuwait tillerkändes självständighet från Storbritannien. Qasim hävdade att Kuwait tillhörde Irak och hotade att ingripa militärt. Hotet genomfördes dock inte. När arabförbundet enhälligt godkände den nya staten bröt Qasim de diplomatiska förbindelserna med sina arabiska grannar och blev därmed helt isolerad inom arabvärlden.
I december 1961 gjorde Qasim ensidigt förändringar i avtalet med det brittisk-dominerade Iraq Petroleum Company  för att åstadkomma en mycket större nationell kontroll över landets rika oljeförekomster. Detta ledde till att både USA och Storbritannien återupptog planerna på att störta Qasim och inledde ett samarbete med Baathpartiet kring detta.
Den 8 februari 1963 störtades Qasim i en statskupp genomförd av unga medlemmar av Baathpartiet med stöd av CIA. Qasims forna regeringskollega och politiska motståndare Abdul Salam Arif, som själv inte tillhörde Baathpartiet, fick den ceremoniella rollen som president och general Ahmad Hasan al-Bakr från Baathpartiet blev premiärmister. Qasim avrättades den 9 februari och uppskattningsvis 1500 misstänkta kommunister dödades av kuppmakarna.